# سيرتا (شركة)
مركب صناعة المحركات و الجرارات في الجزائر من بين اضخم المصانع التي تفتخر بها الجزائر في الصناعة الثقيلة اسمه باللغة الفرنسية c.m.t أو Complexe Moteurs Tracteurs
بالعربية مركب صناعة المحركات و الجرارات
و هو عبارة عن مؤسسـة اقتصادية عموميـة EPE/SPA نشأت سنـة 1998 نتيجـة إعادة هيكلـة المؤسسـة الوطنية لإنتاج العتـاد الفلاحيENPMA.
لذلك فـإن الخبرة الكامنـة بمركب المحركات و الجرارات هـي سالفـة حيث يعـود تاريخ بروز أولى محركاتـه و جراراتـه إلى عام 1974.

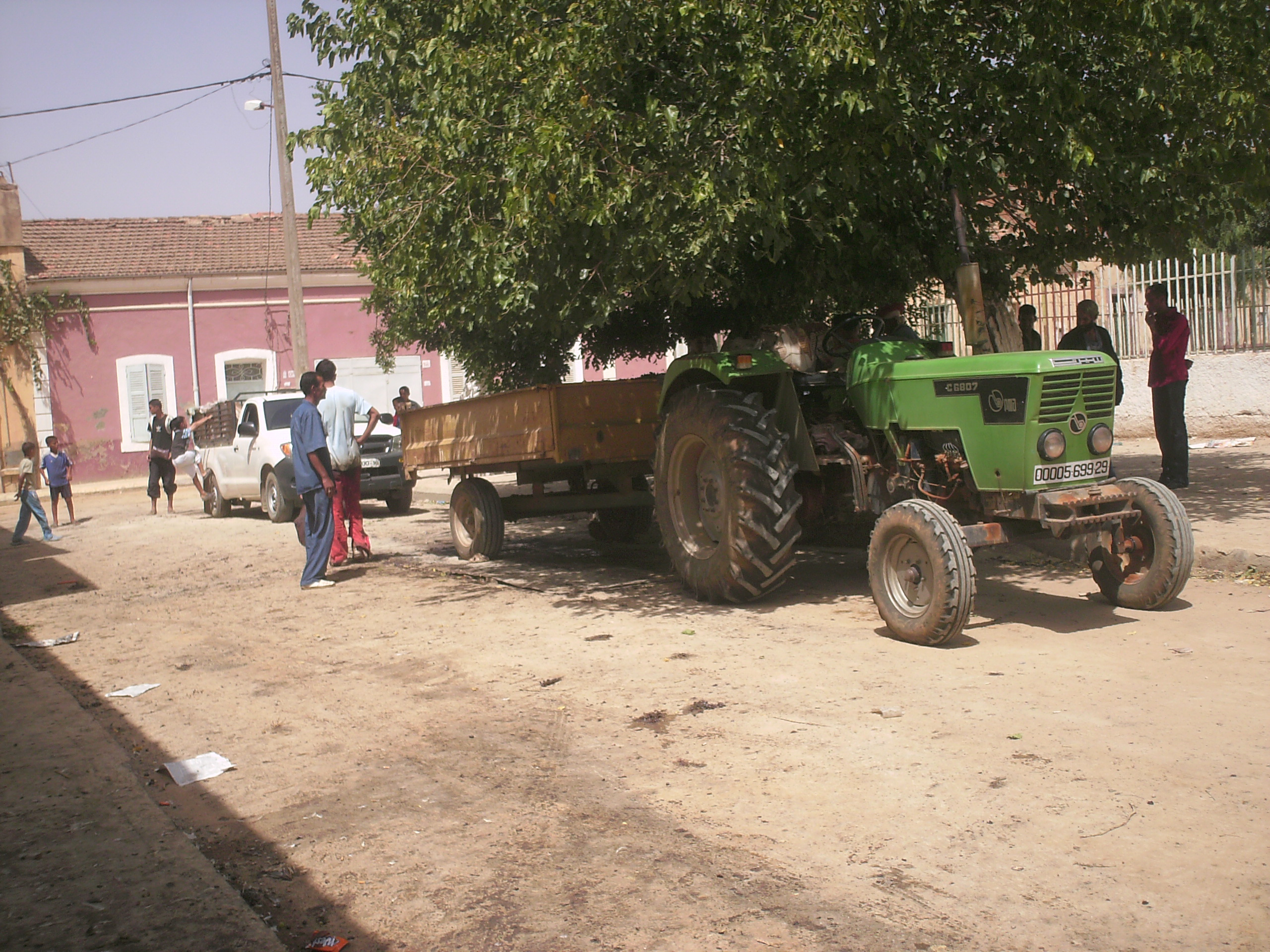
جرار من إنتاج سيرتا الجزائرية

يقع مركب المحركات و الجرارات بوادي حميميم, قسنطينة و يغطي مساحة تزيد عن 66 هكتار
لعب المصنع دورا هاما في الثورة الزراعية التي شهدتها الجزائر في السبعينات حيث مون الفلاحيين بمختلف الجرارات و قطع الغيار